# 효문역
효문역(Hyomun station, 孝門驛)은 대한민국 울산광역시 북구 효문동에 있었던 동해선의 철도역이다.

## 역 정보
현재 여객열차가 정차하지 않으나, 이 역에서부터 방향을 틀어 신경주역·포항역 방면으로 2021년 12월 28일에는 동해선 복선 전철화와 함께 선로가 이설되었다.

## 역사
- 1992년 8월 20일 : 보통역으로 영업 개시
- 1997년 6월 1일 : 배치 간이역으로 격하[1]
- 2004년 12월 10일 : 무배치 간이역으로 격하[2]
- 2007년 6월 1일 : 여객 취급 중지
- 2009년 4월 30일 : 역 건물 TS케미텍(주)에 임대
- 2013년 11월 7일 : 부산진 기점 73.4km로 변경[3]
- 2016년 4월 29일 : 부산진 기점 72.7km로 변경[4]
- 2021년 8월 26일 : 부산진 기점 71.8km 로 변경[5]
- 2021년 12월 28일: 동해선 경주~태화강 간 선로개량과 함께 폐역

## 역 주변
- TS케미텍
- 중소기업지원센터
- 효문동행정복지센터
- 울산공항
- 북구청